# 楊百翰大學學習
《楊百翰大學學習》（英文：BYU Studies）是耶穌基督後期聖徒教會（俗稱摩門教）所辦的官方教會大學楊百翰大學裡的一個期刊。它成立的主旨是在討論學習關於智性上和靈性上基礎於以及互補於摩門教的知識。《楊百翰大學學習》致力於從學術角度討論與後期聖徒有關的議題。

## 創立根基
《楊百翰大學學習》創立根基建立於幾處耶穌基督後期聖徒教會的經文——耶穌基督後期聖徒教會現行版本的《教義和聖約》第88章118節，要「藉著研讀並且也藉著信心」來尋求真理知識，另外，「沒有愛，知識也終歸於無有」（《聖經》新約哥林多前書第13章）。 

## 立場
雖然主要是在服務摩門教信徒大眾，在《楊百翰大學學習》所出版的文章仍就是屬個人意見，並不代表耶穌基督後期聖徒教會、楊百翰大學或《楊百翰大學學習》的編輯、職員或董事會成員的立場。

## 歷史
《楊百翰大學學習》創立於1959年，歷任主編為：
- Clinton Larson（1959年1967年）
- Charles Tate（1968年1983年）
- Edward Geary（1984年1991年）
- John Welch（1992年至今）

## 外部連結
- 《楊百翰大學學習》 （页面存档备份，存于）官方網站